# کانر گلدسون
کانر گلدسون (انگلیسی: Connor Goldson؛ زادهٔ ۱۸ دسامبر ۱۹۹۲) بازیکن فوتبال اهل بریتانیا است.
از باشگاه‌هایی که در آن بازی کرده‌است می‌توان به باشگاه فوتبال برایتون اند هوو آلبیون، باشگاه فوتبال رنجرز، باشگاه فوتبال چلتنهام تاون، و باشگاه فوتبال شروزبری تاون اشاره کرد.